# 国際監視部隊
国際監視部隊（こくさいかんしぶたい、英語: International Monitoring Team）とは、フィリピンのミンダナオ島でモロ紛争の停戦を監視する為に設立された安全保障機構である。

## 略史
フィリピンのミンダナオ島では長年モロ紛争が続いていたが、2003年にフィリピン政府とモロ・イスラム解放戦線との間で休戦協定が結ばれた。しかし、依然として対立が続いていたため2004年、マレーシア、ブルネイ、リビアからなる国際監視部隊が派遣され、2006年には日本も加わった。
たが、その後対立が再び激化したため2008年にマレーシアが撤退。2010年にノルウェー、2011年にインドネシアが参加した。